# Petar Metličić
Petar Metličić, né le 25 décembre 1976 à Split, est un ancien handballeur croate. Avec l'équipe nationale de Croatie, il est notamment Champion du monde en 2003 et Champion olympique en 2004.

## Palmarès

### Club
Compétitions internationales
- Vainqueur de la Ligue des champions (C1) (3)[2] : 2006, 2008, 2009
- Vainqueur de la Coupe des Coupes (C2) (1) : 2005
- Vainqueur de la Coupe de l'EHF (C3) (1) : 2000
- Vainqueur de la Supercoupe d'Europe (2) : 2006, 2007

Compétitions nationales
- Vainqueur du Championnat d'Espagne (4) : 2007, 2008, 2009, 2010
- Vainqueur de la Coupe ASOBAL (3) :  2006, 2007, 2008
- Vainqueur de la Coupe du Roi (1) : 2008
- Vainqueur de la Coupe ASOBAL (3) : 2006, 2007, 2008
- Vainqueur de la Coupe de Slovénie (1) : 2012
- Vainqueur de la Coupe de France (1) : 2013
- Deuxième du Championnat de France (1) : 2013

### Sélection nationale
Jeux olympiques
- Médaille d'or aux Jeux olympiques de 2004 à Athènes,  Grèce

Championnats du monde
- Médaille d'or au Championnat du monde 2003 au  Portugal
- Médaille d'argent au Championnat du monde 2005 en  Tunisie
- Médaille d'argent du Championnat du monde 2009 en Croatie

Championnats d'Europe
- Médaille d'argent Championnat d'Europe 2008 en  Norvège
- 4e place au Championnat d'Europe 2004 en Slovénie
- 4e place au Championnat d'Europe 2006 en  Suisse

### Distinctions individuelles
- Élu handballeur croate de l'année en 2003

## Polémique
En novembre 2012, lors d'un match de ligue des champions contre le Partizan de Belgrade, les joueurs montpelliérains se voient prêter un jeu de maillots par l'équipe locale, le staff de Montpellier ayant perdu son équipement à l’aéroport de Paris. Metličić, de nationalité croate, a préféré cacher le drapeau serbe présent sur le maillot prêté par le club de Belgrade, ce qui a créé une polémique sur son ultra-nationalisme.